# واين ويلكوكس
واين ويلكوكس (بالإنجليزية: Wayne Wilcox)‏ هو مغني وممثل أمريكي، ولد في 10 ديسمبر 1978 في الولايات المتحدة.

## وصلات خارجية
- واين ويلكوكس على موقع IMDb (الإنجليزية)
- واين ويلكوكس على موقع ألو سيني (الفرنسية)
- واين ويلكوكس على موقع ميوزك برينز (الإنجليزية)
- واين ويلكوكس على موقع قاعدة بيانات برودواي على الإنترنت (الإنجليزية)
- واين ويلكوكس على موقع قاعدة بيانات الأفلام السويدية (السويدية)
- واين ويلكوكس على موقع قاعدة بيانات الفيلم (الإنجليزية)